# 大黎镇
大黎镇，是中华人民共和国广西壮族自治区梧州市藤县下辖的一个乡镇级行政单位。

## 行政区划
大黎镇下辖以下地区：
大黎社区、大黎村、黎田村、朝林村、平安村、国安村、东安村、兴安村、古盘村、祥江村、永和村、来历村、和安村、上荣村、花洲村、理答村、白祝村、太兴村和富斗村。